# Asesinatos de la familia de Geylang Bahru
Los asesinatos de la familia de Geylang Bahru ocurrieron en ese barrio de Singapur el 6 de enero de 1979. Los cuatro hijos de la familia Tan fueron encontrados muertos en su piso del bloque 58: fueron atacados y acuchillados hasta la muerte y sus cuerpos apilados uno sobre otro. Los niños tenían de 5 a 10 años. Sus padres, de origen chino, Tan Kuen Chai, de 38 años, y su esposa Lee Mei Ying, de 30, estaban trabajando en el momento de los asesinatos. La policía entrevistó a más de cien personas como posibles sospechosos. Sin embargo, el caso continua sin resolver.

## Asesinatos
A las 6:35 a. m., Tan Kuen Chai y Lee Mei Ying salieron a su trabajo. Operaban un servicio de minibús que transportaba alumnos a la escuela. Los niños, Tan Kok Peng, 10 años, Tan Kok Hin, 8, Tan Kok Soon, 6, y Tan Chin Nee, de 5 años, todavía dormían. A las 7:10 a. m., su madre les telefoneó para despertarles, como acostumbraba, pero no recibió ninguna respuesta. Entonces telefoneó a un vecino para preguntar si podía ayudarle a despertar a los niños. El vecino llamó a la puerta, pero tampoco recibió respuesta.
Cuando los Tan regresaron un poco preocupados a casa después de las 10:00 a. m., Mei Ying encontró los cuerpos de sus hijos en el baño. Los habían dejado boca arriba apilados uno sobre otro, en sus camisetas y ropa interior, con heridas de cuchilladas en las cabezas. El brazo derecho de Kok Peng, el mayor, había sido casi cortado de un tajo, mientras Chin Nee, la única niña y la menor de los hermanos, tenía cuchilladas en la cara. Se informó que cada uno de los niños tenía al menos 20 cuchilladas.

## Víctimas
Las víctimas eran Tan Kok Peng, de 10 años, Tan Kok Hin, de 8 años, Tan Kok Soon, de 6 años, y Tan Chi Nee, de 5. Los tres mayores eran alumnos en la escuela de primaria Bendemeer Road, mientras Tan Chin Nee acudía a una guardería.

## Investigación
La policía concluyó que los asesinatos habían sido planeados por adelantado y que el asesino o los asesinos habían tenido cuidado para evitar dejar evidencias. Sin embargo, había manchas de sangre en el fregadero de la cocina por lo que parecía que el asesino o los asesinos se habían limpiado antes de dejar el piso. No había ninguna evidencia de entrada forzada, el piso no había sido robado y ningún elemento faltaba. Las armas del asesinato, las cuales se creía fueron un machete y un cuchillo, daga o similar, nunca fueron encontrados. El hijo mayor, Tan Kok Peng, se cree que luchó contra su asesino, porque varios mechones de cabello fueron encontrados en su mano derecha.
La investigación fue dirigida por la sección de Investigación Especial del Departamento de Investigación Criminal. Fueron incapaces de identificar un motivo pero dedujeron que los brutales asesinatos estuvieron motivados por venganza.
La policía también creía que los autores tenían conocimiento personal de los Tan y sus circunstancias, ya que aparentemente sabían que Mei Ying había sido esterilizada después del nacimiento de su último hijo: los Tan recibieron una tarjeta de Año Nuevo chino dos semanas después del asesinato, mostrando unos niños felices jugando juntos con las palabras “Ahora no puedes tener más descendencia, ja-ja-ja” escritas en chino. Iba firmada como “el asesino”. El remitente se dirigía a los padres por sus apodos personales, “Ah Chai” y “Ah Eng”, ampliando aún más la teoría de que había sido alguien con una relación cercana o conocimiento de la familia.

## Consecuencias
Los niños fueron enterrados el 7 de enero de 1979 en el Cementerio de Choa Chu Kang junto con algunas de sus pertenencias: sus libros de texto, mochilas y juguetes favoritos. Sus padres posteriormente cesaron su negocio de minibús y empezaron a trabajar en una compañía que producía materiales de PVC. Cinco años después del crimen, Lee Mei Ying logró revertir la esterilización a la que se sometió antes del asesinato, y dio a luz un bebé.